# Tenchi Muyo!
Tenchi Muyo! (天地無用!, lit. O Céu e a Terra são Supérfluos!) é uma série de anime e mangá sobre um jovem chamado Tenchi Masaki.
A série original (Tenchi Muyo! Ryo-Ohki), teve seis episódios do tipo OVA, sendo lançada no Japão em 1991 e 1992. Obteve tanta popularidade que foi criado um sétimo episódio (conhecido como Tenchi Special), e um outro capítulo denominado Mihoshi Special. Em 1994, um segundo OVA foi criado e publicado, apresentando os capítulos 8 ao 13. Desde 2003 até 2005, uma terceira série de OVA foi lançada, com os episódios 14 ao 20, centrando-se na história das três deusas introduzidas no segundo OVA.
Foram lançadas 3 séries para a TV chamadas "Tenchi Universe", "Tenchi in Tokyo", e Tenchi Muyo GXP, todas elas com 26 episódios. Além disso houve uma série baseada nesse universo Tenchi chamada "Pretty Sammy" que coloca como personagem principal a garota Sasami numa história totalmente diferente de Tenchi Muyo!, muito similar com Sailor Moon. Foi transmitido pelo canal Band na sessão Band Kids durante cerca de 5 anos.

## Personagens Principais
- Tenchi Masaki - Garoto tímido de 17 anos que mora num templo no interior do Japão com seu pai e avô. Vivia tranquilamente até aparecer uma nave-espacial em seu quintal.
- Ryoko - Pirata-espacial cuja nave cai no quintal de Tenchi. Ela apaixona-se por Tenchi e o assedia, deixando-o constrangido. Tem uma rivalidade desde criança com Ayeka.
- Ayeka Masaki Jurai - Princesa da Família Real de Jurai que se apaixona por Tenchi. Apesar disso, ela é mais discreta que Ryoko, mas isso não impede de ambas possuírem uma rivalidade, que vem desde sua infância, é bastante arrogante e agressiva.
- Sasami Masaki Jurai - Irmã mais nova de Aeka. Apesar disso, ela é mais sensata e prendada que a irmã.
- Washu Hakubi - Cientista que ficou selada numa caverna durante 700 anos. Proclamou-se como o maior gênio científico do universo. É meio "maluca" e tende a criar invenções bizarras, como a máquina das dimensões (do tempo e espaço).
- Mihoshi Kuramitsu - Policial, agente da Polícia Galáctica, que perseguiu Ryoko. Mas acaba morando na mesma casa que ela. É uma policial totalmente atrapalhada, além de meio burrinha e inocente, que vive pedindo ajuda para Kiyone.
- Kiyone Makibi - Policial, competente agente da Polícia Galática, e parceira de Mihoshi. Porém Kiyone odeia quando Mihoshi pede ajuda para ela, e tende a se estressar facilmente com ela por suas incompetências. Porém, apesar de não admitir, gosta de ser a parceira dela e lhe tem um carinho especial (originalmente só ia aparecer em Tenchi OVA, mas acabou ficando tão popular que foi colocada no elenco principal de Tenchi Universe e In Tokyo).
- Ryo-Ohki - Mistura de gato com coelho ("cabbit" - cat + rabbit) que pode se transformar em uma nave. É a nave de Ryoko, porém cria uma amizade muito forte com Sasami. Ela é a mascote da série.
- Katsuhito Masaki - Avô de Tenchi, mantém segredo de seu passado. É um grande espadachim e sacerdote responsável pelo templo e treina Tenchi para herdar seus dotes ...e problemas passados.
- Nobuyuki Masaki - Pai de Tenchi.

## Personagens secundários
- Yosho Masaki Jurai - O lendário guerreiro de Jurai que, as vésperas de assumir o trono abandonou o planeta. A busca de Ayeka a Yosho é o que a faz vir a Terra.
- Azaka e Kamidake - Dois robôs guarda-costas da princesa Aeka que se assemelham a troncos com kanjis pintados. Eles guardam espíritos de dois cavaleiros homônimos.Sakuya Kumashiro - Personagem exclusiva de Tenchi in Tokyo é a primeira namorada de Tenchi. Ele a conhece quando começa no novo colégio em Tokyo. Sofre de uma terrível amnesia e por isso adora tirar duzias de fotos dos momentos importantes que passa com Tenchi. Guarda um passado misterioso, sendo de uma sombra da personagem Yugi principal vilã da série.
- Achika Masaki - Mãe de Tenchi na série Universe, possivelmente também na série in Tokyo.
- Kiyone Masaki - Mãe de Tenchi e Tennyo na série OVA, (não se confunda com a detetive de primeira classe da Policia Galáctica Kiyone Makibi ou com Achika Masaki mãe de Tenchi na série "Universe" e possivelmente na série "in Tokyo").
- Nagi - A mais temida caçadora de recompensas de todo o universo. Busca capturar Ryoko por ser a única que escapou dela. No entanto, acabou dando uma ajuda a Tenchi e cia em Universe. Seu mascote, Ken-Ohki,  é o equivalente macho e caso amoroso de Ryo-Ohki.
- Yugi - Vilã de Tenchi in Tokyo.
- Tennyo - Irmã de Tenchi aparece apenas na série OVA.
- Sadako Ikarinu: uma lutadora que frequentou o colégio de Tenchi e Sakuya cuja máscara foi usada por Yugi para criar uma duplicata dela que mantivesse qualquer pessoa longe deles. Acabou vencida por Anagasaki, mas feliz por ter achado um adversário à sua altura.

## Primeira Série - Tenchi! Universe
Tenchi! Universe adapta o arco da primeiras temporada dos OVAs, retirando tudo aquilo que restringia a limitação de indicação da faixa etária da série, como nudez explicita e violência gráfica intensa, prolongando e simplificando a obra, mudando diversas coisas da mitologia e da origem das personagens

### Guia de Episódios de Tenchi! Universe
- 01º - Sem Necessidade para Discussão
- 02º - Sem Necessidade para uma Princesa
- 03º - Sem Necessidade para Preocupações
- 04º - Sem Necessidade para Monstros
- 05º - Sem Necessidade para um Parceiro
- 06º - Sem Necessidade para Oficiais
- 07º - Sem Necessidade para Festa
- 08º - Sem Necessidade para um Gênio
- 09º - Sem Necessidade para Memórias
- 10º - Sem Necessidade para uma Arqui-Inimiga
- 11º - Aventuras no Tempo e no Espaço  (Parte 1)
- 12º - Aventuras no Tempo e no Espaço  (Parte 2)
- 13º - Aventuras no Tempo e no Espaço  (Parte 3)
- 14º - Sem Necessidade para uma Rebelião
- 15º - Sem Necessidade para uma Fuga
- 16º - Sem Necessidade para se Esconder
- 17º - Sem Necessidade para Fome
- 18º - Sem Necessidade para um Fantasma
- 19º - Sem Necessidade para Fugir
- 20º - Sem Necessidade para Roupas de Banho
- 21º - Sem Necessidade para um Posto de Checagem
- 22º - Sem Necessidade para Cavaleiros
- 23º - Sem Necessidade para uma Razão
- 24º - Sem Necessidade para Ryoko
- 25º - Sem Necessidade para uma Batalha Final
- 26º - Sem Necessidade para uma Conclusão

## Segunda Série - Tenchi in Tokyo
A série Tenchi in Tokyo, não tem ligação com Tenchi! Universe e segue uma trama um pouco diferente, menos espacial e mais sobrenatural.
As características dos personagens não tem grandes alterações. Onde as mais perceptíveis são que Ryo-Ohki não pertence a Ryoko mas sim a Sasami e o mascote ganha outras transformações além do modo nave.
Ryoko, Washu, Mihoshi, Kiyone, Aeka, Sasami e Ryo-Ohki vêm a Terra ao mesmo tempo e encontram Tenchi devido a uma misteriosa energia que o colar dado por sua mãe possivelmente Achika(série Universe) ou Kiyone Masaki(Ova).
Nessa série Tenchi vai para Tokyo devido a favores religiosos de seu avô com o sacerdote local assim se distanciando de todas as garotas, fazendo novas amizades no novo colégio e lá encontra Sakuya, a estudante mais badalada do colégio com quem ele terá as novas aventuras enfrentando Deusa-do-amor, seres espirituais e espaciais, todos comandados por Yugi a nova vilã e amiga de Sasami.
Tenchi e nossas garotas-do-espaço terão que se desdobrar mais uma vez para enfrentar esse novo mal da melhor forma possível!

### Guia de Episódios de Tenchi in Tokyo
- 01 - Ansiedade da Separação
- 02 - Quatro é uma Multidão
- 03 - Loucura a Longa Distância
- 04 - O Voto Eterno
- 05 - Dinheiro! Dinheiro! Dinheiro!
- 06 - Novos Amigos
- 07 - O Dia em que nos Conhecemos
- 08 - O Aniversário de Tenchi
- 09 - Os Guardiões dos Antigos
- 10 - O Grande Encontro de Ryoko
- 11 - Missão na Lua
- 12 - Estúpido Cupido
- 13 - O Olho do Destruidor
- 14 - Tóquio ou Nada!
- 15 - Encontro Amoroso
- 16 - Festival!
- 17 - Desaparecendo
- 18 - O Jogo Acabou
- 19 - A Princesa Solitária
- 20 - Velhas Amigas
- 21 - Amigas de Verdade?
- 22 - O Segredo de Sakuya
- 23 - Aqui, Ali, Em Todo Lugar
- 24 - A Sombra de Yugi
- 25 - O Final dos Tempos
- 26 - A Revanche

## Filmes e OVA's
Filmes
- Tenchi Muyo! in Love
- Tenchi Muyo! Manatsu no Eve
- Tenchi Forever-Tenchi Muyo! in Love 2

OVAs

## Tenchi Muyo! Ryo-Ohki

### Temporada 1
| # | Título | Original airdate  | US airdate       |
| - | --- | ----------------- | ---------------- |
| 1 | Ryoko Ressuscitada "Ryoko Resurrected" Transcription: "Ryōko Fukkatsu" (Japanese: 魎呼復活)                                                           | 25 September 1992 | 8 December 1993  |
| 2 | Ai vem Aeka! "Here Comes Ayeka!" Transcription: "Aeka ga Deta!" (Japanese: 阿重霞が出た!)                                                             | 25 October 1992   | 29 December 1993 |
| 3 | Olá Ryo-oh-ki "Hello, Ryo-Ohki!" Transcription: "Konnichiwa! Ryōōki-Chan" (Japanese: こんにちは!魎皇鬼ちゃん)                                         | 25 November 1992  | 16 February 1994 |
| 4 | Mihoshi Cai na terra das estrelas "Mihoshi Falls to the Land of Stars" Transcription: "Hoshi Furusato ni Mihoshi Furu" (Japanese: 星降る里に美星降る) | 10 December 1992  | 23 March 1994    |
| 5 | Kagato ataca! "Kagato Attacks!" Transcription: "Kagato Shūrai!" (Japanese: 神我人襲来!)                                                               | 25 February 1993  | 27 April 1994    |
| 6 | Precisams do Tenchi "We Need Tenchi!" Transcription: "Tenchi Hitsuyō" (Japanese: 天地必要)                                                            | 25 March 1993     | 1 June 1994      |

### Temporada 1 Especial
| # | Título | Original airdate  | US airdate   |
| - | --- | ----------------- | ------------ |
| 7 | A noite antes da festa "The Night Before the Carnival" Transcription: "O-Matsuri Zenjitsu no Yoru!" (Japanese: お祭り前日の夜!) | 25 September 1993 | 29 June 1994 |

### Temporada 2
| #   | Título | Original airdate  | US airdate       |
| --- | --- | ----------------- | ---------------- |
| 8   | Olá Bebê! "Hello Baby!" Transcription: "Konnichiwa Akachan" (Japanese: こんにちは赤ちゃん)                                       | 25 September 1994 | 27 April 1995    |
| 9   | Sasami e Tsunami "Sasami and Tsunami" Transcription: "Sasami to Tsunami" (Japanese: 砂沙美と津名魅)                              | 25 October 1994   | 27 April 1995    |
| 10  | Eu amo Tenchi "I Love Tenchi!" Transcription: "Tenchi ga Suki" (Japanese: 天地が好き)                                            | 25 February 1995  | 27 June 1995     |
| 11  | O advento da Deusa "The Advent of the Goddess" Transcription: "Megami Kōrin" (Japanese: 女神降臨)                                | 25 March 1995     | 27 June 1995     |
| 12  | Zero Ryoko "Zero Ryoko" Transcription: "Zero Ryōko" (Japanese: 零・魎呼)                                                         | 25 June 1995      | 19 December 1995 |
| 13  | Aí Vem Jurai! Primeira parte "Here Comes Jurai!" Transcription: "Ō Kitarinaba Sachi Tōkaraji" (Japanese: 皇来たりなば幸遠からじ) | 25 September 1995 | 19 December 1995 |
| 13a | Aí Vem Jurai! Segunda parte "Here Comes Jurai! 2"                                                                                | 25 September 1995 | 19 December 1995 |

### Temporada 3 (Tenchi Muyo! Ryo-Ohki in USA)
| #  | Título | Original airdate  | US airdate   |
| -- | --- | ----------------- | ------------ |
| 14 | O Visitante que Veio de longe "Visitor From Afar" Transcription: "Enpō Yori Kitarumono" (Japanese: 遠方より来たるモノ) | 18 September 2003 | TBA          |
| 15 | A Prometida "Fiancée" Transcription: "Īnazuke" (Japanese: 許嫁) | 21 December 2003  | TBA          |
| 16 | Estratégia - Enquanto se Recupera "Strategy" Transcription: "Tadaima, Kyūyōchū ni Tsuki ~Strategy~ (Currently Resting ~Strategy~)" (Japanese: 唯今、休養中につき～Strategy～)                                                   | 27 March 2004     | TBA          |
| 17 | Missão Chega a Bordo de Chobimaru "Here Comes Misao on the Chobimaru!" Transcription: "Misao ga Chobimaru de Yattekita! (Misao Arrives Aboard the Chobimaru!)" (Japanese: 美咲生がチョビ丸でやってきた!)                        | 15 September 2004 | TBA          |
| 18 | A Grande Estratégia do Amor - O Começo do Fim "Operation: Lovey-Dovey" Transcription: "Rabu-Rabu Daisakusen ~Shūen no Hajimari (Lovey-Dovey Epic Battle ~The Beginning of the End~)" (Japanese: ラブラブ大作戦～終焉の始まり～) | 22 December 2004  | TBA          |
| 19 | Z - O Começo do Fim "Z" Transcription: "Zetto" (Japanese: Z) | 16 March 2005     | 1 April 2012 |

### Temporada 3 Especial (Tenchi Muyo! Ryo-Ohki in USA)
| #  | Título | Original airdate | US airdate |
| -- | --- | ---------------- | ---------- |
| 20 | O Universo Está em Paz, mas as Ondas Ainda Estão Alta "Final Confrontations" Transcription: "Dai-San-Ki Purasu Wan (Third Series Plus 1)" (Japanese: 第三期プラス1) | 9 September 2005 | TBA        |

### Temporada 4 (2016)
| #  | Título                       |
| -- | ---------------------------- |
| 21 | O dia Antes da Festa         |
| 22 | O Destino dos Masaki         |
| 23 | Juramento e Desejo           |
| 24 | Dia Bom, a Partida da Viagem |

### Temporada 5 (2020)
| #  | Título                                                      |
| -- | ----------------------------------------------------------- |
| 25 | Madrasta, Cunhada, e a Herança                              |
| 26 | Projeto Paraíso                                             |
| 27 | Seja Bem-Vindo a Ilha Topo de Superfície                    |
| 28 | Paradigma do Paraíso                                        |
| 29 | Eu Sei que Você Deve Ter a Sua Opinião, Mas Deixe Como Está |
| 30 | Nível Máximo (?) A partida do Herói                         |

- Outras Animações:
- Tenchi Muyou! Bangaihen: Galaxy Police Mihoshi Space Adventure (ou Aventura Espacial da Detetive Mihoshi da Policia Galactica) (天地無用！番外編 宇宙刑事美星 銀河大冒険), é um OVA de 1994. Nesta história, Mihoshi decide convencer a todos de que ela é realmente uma policial de primeira classe da Galaxy , contando um caso importante que ela e sua ex-parceira Kiyone resolveram alguns anos atrás. Lançado entre a primeira e a segunda temporada de Tenchi Muyo! Ryo-Ohki , o Mihoshi Special é o primeiro spin-off animado de Tenchi Muyo!, já que não é cânone para o OVA e foi lançado pouco mais de um ano antes da estreia de Tenchi Universe em 1995[1].
- Mahou Shoujo Pretty Sammy (Magical Girl Pretty Sammy) (魔法少女プリティサミー, Mahō Shōjo Puriti Samī ) é uma série japonesa de animação em vídeo original (OVA) produzida pela AIC e Pioneer LDC, lançada de 1995 a 1997 como três vídeos.  Apresenta a personagem Sasami do Tenchi Muyo! como uma garota mágica , e é conhecida por reformular o Tenchi Muyo! personagens em novos papéis. Foi dublado em inglês pela Pioneer USA .  Também gerou duas séries de televisão - Magical Project S (Uma série de 26 episódios, de 1996 -1997, a história dilui os eventos contados originalmente nos OVAs de Mahou Shoujo Pretty Sasami) e Sasami: Magical Girls Club (Uma série de 26 episódios, de 2006 - 2007, A história adota uma arte diferente comparada das outras séries, mas ainda possui referências a série do material original (Tenchi Muyo) como as outras anteriores[2][3][4]
- Tenchi GXP (天地無用! GXP , Tenchi Muyō! Jī Ekkusu Pī ) é uma série de televisão de anime japonesa animada pela AIC e transmitida pela NTV de 3 de abril de 2002 a 25 de setembro de 2002, a série conta com 26 episódios, a história tem como base as desventuras de Seina Yamada e como ele se tornou membro da Polícia Galática. Essa série foi sendo precedida por Tenchi Muyo GXP Paradise Starting em maio de 2023, que se ligando a temporada 4 e 5 de Tenchi Muyo! Ryo - Ohki[5][6]
- War on Geminar(Isekai no Seikishi Monogatari)
- Dual Parallel Trouble Adventure (dual parallel runrun monogatari)
- Ai Tenchi Muyo

## Lista de dubladores no Brasil
- Tenchi - Luiz Sérgio Vieira
- Ryoko - Sheila Dorfman
- Aeka - Fernanda Baronne
- Sasami - Flávia Fontenelle
- Washu - Flávia Saddy
- Mihoshi - Erika Menezes
- Kiyone - Ana Lúcia Menezes
- Nobuyuki - Mário Cardoso
- Katsuhito - Pietro Mário
- Nagi - Melise Maia / Mabel Cezar (10º episódio em Tenchi Universe)
- Kagato - Mauro Ramos
- Sakuya - Fernanda Crispim
- Yugi - Christiane Monteiro
- Hotsuma - Márcio Simões
- Tsugaru - Melise Maia / Nádia Carvalho
- Matori - Mônica Rossi

## Lista de dubladores em Portugal
- Ryoko - Carla de Sá
- Aeka - Helena Montez
- Sasami - Carla de Sá
- Mihoshi - Sandra de Castro
- Kiyone - Helena Montez
- Washu - Sandra de Castro
- Nobuyuki - Rui de Sá
- Azake - Rui de Sá
- Amidale - Rui Luís Brás
- Katsuhito - Rui Luís Brás
- Canção de abertura: Rui de Sá e Sandra de Castro
- Director de dobragem: Rui de Sá